# Pool chirale
Con il termine pool chirale (dall'inglese chiral pool) si intende in chimica organica l'insieme dei composti enantiomericamente puri di origine naturale, facilmente disponibili in grande quantità a basso costo. Canfora, colesterolo e destrosio sono esempi di composti che appartengono al pool chirale. Anche monosaccaridi e amminoacidi fanno parte del pool chirale.
La sintesi di singoli enantiomeri è un problema complesso, dato che senza l'utilizzo di reagenti chirali si possono sintetizzare solo racemi, cioè miscele 1:1 dei due enantiomeri di un composto chirale. La sintesi utilizzando il pool chirale (chiral pool synthesis) è il metodo più semplice per effettuare una sintesi asimmetrica. Il precursore chirale viene trattato in reazioni successive con reagenti achirali che lasciano intatta la chiralità del precursore, fino ad ottenere il prodotto desiderato. La sintesi chiral pool è particolarmente utile se la molecola che si intende ottenere è molto simile ad un prodotto naturale enantiomericamente puro. Altrimenti c'è lo svantaggio che può essere necessaria una sintesi tortuosa con molti passaggi e conseguente bassa resa.